# 伊藤陽佑
伊藤 陽佑（いとう ようすけ、1984年7月7日 - ）は、日本の俳優、歌手。北海道札幌市出身。ACTOLI LLC代表。

## 略歴
高校卒業後に上京。2004年、『特捜戦隊デカレンジャー』（テレビ朝日系）の 江成仙一 /デカグリーン役でデビュー。俳優活動に専念するため、2005年に通っていた大学を中退。
2006年から、ライブイベント「Tokyo Secret Children」を主宰。シングル「One Star」（アニメ『デジモンセイバーズ』エンディングテーマ）でメジャーデビュー。
2009年1月31日をもってプロダクション尾木を脱退し、フリーとなる。その後ファーストウエーブを経て独立、事務所「ACTOLI LLC」を設立し現在に至る。
2009年2月22日、インディーズ映像制作団体「cine colorista（シネ・カラリスタ）」を発足。第一弾作品『パプリカと傘』で初の脚本・監督を務める。
2009年6月12日、ソロプロジェクト「LITO」活動開始。
趣味・特技はバレーボール、人と話すこと、作詞作曲、サッカー論争。
会員制配信サイト「東映特撮ファンクラブ」における座談会企画などではディレクター（動画編集）業務を行っている。
2022年5月4日、マッチングアプリで知り合った一般の女性と結婚したことを自身のTwitterで報告した。

## 出演

### テレビ
- スーパー戦隊シリーズ
  - 特捜戦隊デカレンジャー（2004年2月15日 - 2005年2月6日） - 江成仙一 / デカグリーン 役
  - 天装戦隊ゴセイジャー epic10（2010年4月18日） - マジス 役
  - 獣電戦隊キョウリュウジャー ブレイブ27（2013年9月1日） - デーボ・シノビンバの声 役[3]
  - 宇宙戦隊キュウレンジャー Space.18（2017年6月11日） - 江成仙一 役
- 天才てれびくんMAX 天てれドラマ
  - サムネタ男とタコヤキ娘（2005年9月19日 - 21日） - 寒男 役
  - 新ユゲデール物語〜秘密基地潜入大作戦!（2006年11月27日 - 11月29日） - 929 役
  - 新ユゲデール物語〜悪の総帥ムゲン現る（2007年1月22日 - 1月24日） - 929 役
  - 新ユゲデール物語〜蒸気石危うし!（2007年2月12日 - 2月14日） - 929 役
  - ナンダーMAXの物語 日付変更船・プッカリーノ〜ピンチ!ポチ!スレチガイ!〜（2009年） - 大黒屋千左ヱ門 役
- PS羅生門 警視庁東都署 CASE7「子犬が見た殺意!! 残金1013円 存在しないはずの女」（2006年8月16日、テレビ朝日） - 犯人 役
- 水曜ミステリー9 警視庁黒豆コンビシリーズ「3.海に消えた欲望」（2007年2月4日、BSジャパン） - 片岡正治刑事 役
- 自治会長・糸井緋芽子社宅の事件簿 第8作（2007年2月19日、TBS） - TV局カメラマン 役
- エリートヤンキー三郎 第7・8話（2007年、テレビ東京） - 山下翔一 役
- 水曜ミステリー9 警視庁黒豆コンビシリーズ「4.虚飾の塔・覗かれたセレブ妻の秘密」（2007年10月7日、BSジャパン） - 片岡正治刑事 役
- ドキュメンタリー 生きる×2「ふるさとに響け ぼくらの詩」（2008年） - ナレーション
- 時々迷々（2011年） - AD 役
- 科捜研の女 第12シリーズ 第7話（2013年2月28日、テレビ朝日） - 沢村恭一 役

### ネットドラマ
- ケータイ恋愛ドラマ 100シーンの恋 シーズン3「NO.1 ラブソングを君に」（2008年）
- 恋する血液型 シーズン2（2009年） - 学 役
- デアトレサンプリングTV「ジンクス3×14」（2009年）
- 愛と羊羹（2010年） - 佐々木直人 役
- from Episode of スティンガー 宇宙戦隊キュウレンジャー ハイスクールウォーズ（2017年） - セイトカイチョウインダベーの声、コウチョウインダベーの声 役

### 映画
- 特捜戦隊デカレンジャー THE MOVIE フルブラスト・アクション（2004年） - 江成仙一 / デカグリーン 役
- 姦C（2006年） - 武部 役 ※初主演
- 斜陽（2009年） - 直治 役
- ギャングスタ（2011年） - 白蠍 役
- ボレロ（2012年）
- 思い出のマーニー（2014年）※声の出演
- 心霊写真部 劇場版（2015年） - 牧村部長 役
- アラーニェの虫籠（2018年） - 時世 役 ※声の出演[4]

### オリジナルビデオ
- スーパー戦隊シリーズ - 江成仙一 / デカグリーン 役
  - 特捜戦隊デカレンジャーVSアバレンジャー（2005年）
  - 魔法戦隊マジレンジャーVSデカレンジャー（2006年）
  - 特捜戦隊デカレンジャー 10 YEARS AFTER（2015年）[5]
  - スペース・スクワッド ギャバンVSデカレンジャー（2017年）
  - 特捜戦隊デカレンジャー 20th ファイヤーボール・ブースター（2024年）[6] - 吉田友一・菊地美香とともにアソシエイトプロデューサーを兼任
- 宇宙戦隊キュウレンジャー Episode of スティンガー（2017年） - コウチョウインダベーの声
- 義経と弁慶（2005年） - 佐藤忠信 役
- 心霊写真部（2010年、ハピネット） - 牧村部長 役

### テレビアニメ
- しろくまカフェ（2012年、テレビ東京） - マンドリル、バク、父、客、丸山 役
- 遊☆戯☆王ZEXAL II（2012年、テレビ東京） - 有賀千太郎 役

### 吹き替え
- パワーレンジャーシリーズ
  - パワーレンジャー・S.P.D.（2011年、東映チャンネル） - ブリッジ・カーソン / グリーンレンジャー〈マット・オースティン〉 役
  - パワーレンジャー・ミスティックフォース（2012年、東映チャンネル） - マトゥーンボー 役

### 舞台
- ロックミュージカル「BLEACH」（2005年） - 浦原喜助 役
- TOKYO MEETS PROJECT vol.1「BANG!BANG!BANG!〜ちょっとだけ大作戦〜」（2005年） - カトウ 役
- ロックミュージカル「BLEACH」再炎（2006年） - 浦原喜助 役
- bambino（2006年） - 竜太 役
- TOKYO MEETS PROJECT vol.2「NICE!〜ほんの大失敗を君の胸ぐらに捧げます〜」（2006年） - 隊長 役
- bambino+（2006年） - 竜太 役
- bambino.2（2007年） - 竜太 役
- 朗読劇 苦情の手紙（2007年） - 山口 役
- ミュージカル ラムネ 昭和には、あなたの歌がある。（2007年） - 裕一 役
- abbey（2007年） - キョウヘイ 役
- bambino+ IN YOKOHAMA（2007年） - 竜太 役
- わらしべ夫婦双六旅（2008年） - 夢次朗 役
- bambino.0（2008年） - 竜太 役
- bambino+ in apple〜シゲ LAST LIVE!!〜（2008年） - 竜太 役
- ミュージカル「緋色の欠片 〜運命の守護者〜」（2008年） - 鬼崎拓磨 役
- bambino.3&+（2009年） - 竜太 役
- コントン・クラブ（2009年12月）[7]
- 楠本柊生帝國元帥「カイザー・リッター〜元帥がやってくるYar!Yar!Yar!〜」（2010年3月・6月） - 伊藤陽佑中佐 役
- 人狼 ザ・ライブプレイングシアター #08:MISSION The Castle Job（2013年12月25日 - 31日） - レクター 役
- 人狼 ザ・ライブプレイングシアター 09:VILLAGE V 冬霧に冴ゆる村（2014年1月4日 - 11日） - 愛好家 レクター 役
- 警視庁抜刀課 vol.1（2017年5月26日 - 6月4日、CBGKシブゲキ!!）

### CM
- 牛角（2004年、『デカレンジャー』とのコラボ期間中のみ）
- 北海道ボウリング場協会主催『全道秋のボウリング祭り〜GoGo!Bowling』（2006年）
- au（2007年、スチル）
- JR西日本 J-WESTカード（2007年）

### ラジオドラマ
- しあわせは子猫のかたち（2005年、TBSラジオ） - 主演

### モデル
- ARISTRIST - 『ARIST STYLE』モデル（2018年[8][9]）

### 玩具
- 特捜戦隊デカレンジャー SPライセンス（2017年10月）
- 特捜戦隊デカレンジャー SPライセンス -MEMORIAL EDITION-（2024年3月）

## 作品

### CD
| 発売日        | 楽曲タイトル                  | アーティスト名義 | 収録アルバム                                                    | 最高 順位 |
| ------------- | ----------------------------- | --- | --------------------------------------------------------------- | --------- |
| 2004年9月22日 | THE MOVIE VERSION! DEKARANGER | バン（載寧龍二）、ホージー（林剛史）、センちゃん（伊藤陽佑）、ジャスミン（木下あゆ美）、ウメコ（菊地美香）、テツ（吉田友一） | 特捜戦隊デカレンジャー オリジナルアルバム 特捜サウンドファイル3 | -位       |

#### アルバム
- 特捜戦隊デカレンジャー・オリジナルアルバム キャラクターソングス（2004年）
  - railway to happiness〜いつも笑っていられるように（センちゃん）
    - 作詞：伊藤陽佑／作曲：渡部チェル
- 特捜戦隊デカレンジャー・オリジナルアルバム コンプリート ソングコレクション（2004年）
  - girls in trouble!DEKARANGER（ジャスミン＆ウメコ with デカレンボーイズ）
    - 作詞：藤林聖子／作曲：ゆうまお

  - railway to happiness〜いつも笑っていられるように
    - 作詞：伊藤陽佑／作曲：渡部チェル

  - THE MOVIE VERSION!DEKARANGER（デカレンジャー）
    - 作詞：藤林聖子／作曲：ゆうまお
- ロックミュージカル『BLEACH再炎』（2006年）
  - BLEACH
  - 浦原商店
  - 大虚
  - 戦いに必要なもの
  - ハレルヤ・グッバイ

#### シングル
- One Star（2006年）
  1. One Star（アニメ「デジモンセイバーズ」エンディングテーマ）
    - 作詞：榊原智子／作曲：POM

  2. 小さな宵月
    - 作詞・作曲：伊藤陽佑
- 東京チョコレート（2007年）※ライブ会場限定販売デモCD
  1. 東京チョコレート
    - 作詞・作曲：伊藤陽佑

  2. fuwari
    - 作詞・作曲：伊藤陽佑
- ラディア（2009年）※ライブ会場限定販売デモCD
  1. ラディア
    - 作詞・作曲：伊藤陽佑

  2. いつか棒になる
    - 作詞・作曲：伊藤陽佑
- White bird featherless＜LITO＞（2009年）
  1. White bird featherless（映画「斜陽」挿入歌）
    - 作詞・作曲：伊藤陽佑

  2. fuwari
    - 作詞・作曲：伊藤陽佑

#### デジタルシングル
- ハロー・ハロー＜LITO＞（2010年 舞台「bambino.3&+」挿入歌）
  1.     - 作詞 作曲：伊藤陽佑